# 楊明文
楊 明文（ヤン・ミョンムン、朝鮮語: 양명문、1913年11月1日 - 1985年11月21日）は、大韓民国の詩人、文学者、教授。号は紫門（チャムン、자문）。

## 生涯
日本統治時代の平安南道平壌生まれ。1939年に詩集『華愁園』を発表した。1942年に専修大学法学部を卒業し、1944年までに東京で文学創作をした。 光復後は北朝鮮地域に行ったが、朝鮮戦争の第3次ソウルの戦いの時に越南した。その後は全国文化団体総連合会救国隊員、従軍作家団員として韓国陸軍に従軍した。終戦後はソウル大学校文理科大学・師範大学、国防部戦時連合大学、首都医科大学（現在のソウル友石大学校）、清州大学で詩論と文芸思潮の講義をし、1960年に梨花女子大学校副教授を務め、1966年以降は国際大学（現在の西京大学校）の国語国文学科教授を務めた。
詩集は『華愁園』『頌歌』『火星人』『青い伝説』『耳目口鼻』『黙示黙』などがある。歌曲で作詩された『明太』などが知られているほか、光成高等学校の校歌を作詞した。持病により72歳で死去した。